# Pesqueira Futebol Clube
O Pesqueira Futebol Clube, mais conhecido como Pequeira FC, ou simplesmente Pesqueira é um clube esportivo brasileiro e que tem como modalidade esportiva principal o futebol.
Com sede no município de Pesqueira, no agreste do estado de Pernambuco, foi fundado em 05 de fevereiro de 2006, suas cores, presentes no escudo oficial, são o azul, amarelo e branco. O seu torcedor é chamado de Pesqueirense, e seu mascote é uma águia. Apos seis anos de existência, em 2012, conquistou o seu primeiro acesso para a elite do futebol pernambucano como vice-campeão do Campeonato Pernambucano de Futebol de 2012 - Série A2, onde permaneceu até 2016 onde foi rebaixado.
Seu título mais importante conquistado no futebol, foi o Campeonato Pernambucano de Futebol da Série A2 2017, conquistando o título e o acesso a elite do futebol Pernambucano em 2018.

## História
A História do Pesqueira começa em fevereiro de 2006, quando na eleição da Liga Desportiva de Pesqueira, mesmo com um trabalho elogiado por muita gente levando a Seleção de Pesqueira a ser Campeã em 1999, Aprígio Gusmão perde as eleições da LDP e o ex-presidente da entidade retorna ao cargo. Depois desta polêmica eleição, onde o desempate foi o fato de Aprígio ser mais novo, o ex-mandatário começou ainda mais a unir as forças com pessoas próximas e políticos da cidade para finalmente colocar em prática o seu plano e fundar o time.
Depois de conseguir o apoio da prefeitura, que era administrada por João Eudes, em 05 de fevereiro de 2006 (dia da padroeira de Pesqueira, Santa Águeda), junto a outras pessoas (conselheiros), Aprígio Gusmão fundou o Pesqueira Futebol Clube, as cores do clube seria a mesma da bandeira da cidade: Azul, Amarela e Branca; O mascote seria a Águia (um dos símbolos da cidade), na mesma reunião ficou definido o nome do seu primeiro presidente, João Eudes. O principal objetivo da Águia do Agreste, como ficou conhecida, era disputar o Campeonato Pernambucano Série A2 de 2006 e conseguiu.
No ano de estreia, o Pesqueira conseguiu classificar a segunda fase (coisa que sempre aconteceu na A2), mas com um time modesto, com vários atletas da região, fez apenas uma campanha irregular, terminando na modesta 11ª posição, num campeonato que tinha 20 times (antes os times entravam mais na A2).
Em 2007 o Pesqueira fez um investimento maior e tinha um bom time, foi eliminado na fase de quartas-de-finais, pelo Sete de Setembro de Garanhuns, neste mesmo ano, a federação anunciou o aumento do número de clubes na A1 do ano seguinte, nesta A2 subiram quatro equipes, então a Águia ficou perto do acesso, em 6º lugar. Em 2009 o time ficou em 5º lugar, uma de suas melhores campanhas, precisava de uma vitória em casa para ir as semifinais daquele ano, mas perdeu o jogo decisivo para o Ferroviário do Cabo por 3 x 1, em pleno Joaquim José de Brito.
Em 2012, o Pesqueira já com Aprígio presidente, conseguiu um bom patrocinador e fez um grande investimento, conseguiu a terceira colocação na primeira fase e chegou pela primeira vez a um mata-mata decisivo, onde o time depois de empatar em casa no primeiro jogo, foi buscar uma vitória contra a Associação Desportiva Cabense fora de casa, gol de Neto Bala, garantindo assim o seu primeiro acesso a elite do futebol pernambucano.
No jogo decisivo, o time não passou de um empate diante do Chã Grande Futebol Clube, num Joaquim de Brito lotado, perdendo assim a chance do título.

### Primeiro ano na elite pernambucana
No primeiro ano na elite em 2013, o time foi bem. Foi uma das sensações da competição, mas ficou apenas na 6ª posição (melhor campanha do time), quase conseguiu vaga na Série D do Brasileirão. Ficou marcado por goleadas nos últimos jogos da competição (Petrolina 1 x 6 Pesqueira; Pesqueira 5 x 1 Belo Jardim; Pesqueira 6 x 1 Central). Jonathan Balotelli foi a revelação do campeonato. O Pesqueira não jogou no Joaquim de Britto, teve três casas diferentes, começou em Belo Jardim, depois foi para Garanhuns e terminou mandando seus jogos em Santa Cruz do Capibaribe. Contra os grandes, uma vitória (3 x 2 no Náutico, em Garanhuns), um empate (1 x 1 com o Sport na Ilha do Retiro) e uma derrota de virada para o Santa Cruz (1 x 2) no Arruda, quando o time teve um gol legítimo anulado.
Em 2016, com um projeto mal formulado e sucedido, além da falta de apoio financeiro, culminou com o rebaixamento do time, fazendo com que o time reformulasse todo o processo (começar tudo do zero), time barato que não deu resposta dentro de campo.
Em 2017 Depois de 14 jogos e muita emoção, o Pesqueira volta à elite do futebol pernambucano, depois de 6 vitórias, 6 empates e 2 derrotas, nos pênaltis contra o Decisão. O Pesqueira conquistou seu primeiro título de sua história e, conseguiu o acesso já na primeira tentativa de volta, conquistando a taça Ozir Ramos.'
Em 2018 o Pesqueira é rebaixando novamente e assim permanece até os dias atuais. Pesqueira Futebol Clube, atualmente disputa o Campeonato Pernambucano série A2.

## O clube

### Estádio
Seu estádio é o Joaquim José de Brito, que possui capacidade de 2.200 mil lugares. Está localizado na Av. Ézio Araújo, 440, no centro de Pesqueira e a 203 km da capital Recife.

## Principais títulos
Em seus 15 anos de existência, seu título mais importante de sua história, é o título de campeão da segunda divisão do futebol pernambucano, que consagrou o seu retorno a elite do futebol de Pernambuco.
| Estaduais | Estaduais                          | Estaduais | Estaduais  |
|           | Competição                         | Títulos   | Temporadas |
| --------- | ---------------------------------- | --------- | ---------- |
|           | Campeonato Pernambucano - Série A2 | 1         | 2017       |

## Estatísticas

### Participações
|  | Participações em 2024 |

| Competição | Competição              | Temporadas | Melhor campanha    | Estreia | Última | P | R |
| Pernambuco | Campeonato Pernambucano | 5          | 5º colocado (2013) | 2013    | 2018   |   | 2 |
| Pernambuco | Série A2                | 10         | Campeão (2017)     | 2006    | 2022   | 2 | – |
| Pernambuco | Série A3                | 1          | 6º colocado (2024) | 2024    | 2024   | – |   |

### Campanhas de destaque
| Pesqueira Futebol Clube | Pesqueira Futebol Clube | Pesqueira Futebol Clube | Pesqueira Futebol Clube | Pesqueira Futebol Clube |
| Torneio                 | Campeão                 | Vice-campeão            | Terceiro colocado       | Quarto colocado         |
| ----------------------- | ----------------------- | ----------------------- | ----------------------- | ----------------------- |
| Pernambucano Série A1   | —                       | —                       | —                       | —                       |
| Pernambucano Série A2   | 1 (2017)                | 1 (2012)                | —                       | —                       |

### Por ano
Campeonato Pernambucano - 1ª Divisão
| Ano  | Posição                    |
| 2013 | 5º                         |
| 2014 | 7º                         |
| 2015 | 7º                         |
| 2016 | 12º (Lanterna e Rebaixado) |
| 2018 | 10º (Rebaixado)            |

  Campeonato Pernambucano - 2ª Divisão
| Ano  | Posição        |
| 2006 | 11º            |
| 2007 | 6º             |
| 2008 | 8º             |
| 2009 | 5º             |
| 2010 | 6º             |
| 2011 | Não participou |
| 2012 | 2º             |
| 2017 | 1º (Campeão)   |
| 2019 | Não participou |
| 2020 | 8º             |
| 2021 | 12º            |
| 2022 | 18º            |
| 2023 | Não participou |

  Campeonato Pernambucano - 3ª Divisão
| Ano  | Posição |
| 2024 | 6º      |

 Copa Pernambuco
| Ano  | Posição |
| 2009 | 11º     |
| 2019 | 3º      |

## Temporada 2018
Última atualização: 24 de Fevereiro de 2018.
Legenda
- : Atual Capitão
- : Jogador suspenso.
- : Jogador contundido.
- + : Jogador em fase final de recuperação.
- + : Jogador sem condições físicas ou não regularizado junto à CBF